# Hệ thống giao dịch tự động
Hệ thống giao dịch tự động (ATS) là một hình thức của giao dịch thuật toán, sử dụng phần mềm máy tính để tạo và gửi các lệnh mua bán trực tiếp đến thị trường hoặc sàn giao dịch. Phần mềm này hoạt động theo các quy tắc đã được lập trình sẵn, áp dụng chiến lược giao dịch kết hợp với phân tích kỹ thuật, các phương pháp tính toán thống kê, toán học nâng cao, hoặc thông tin từ các nguồn điện tử khác.
- Các hệ thống giao dịch tự động này thường do các ngân hàng đầu tư và quỹ đầu cơ sử dụng, nhưng nhà đầu tư cá nhân cũng có thể sử dụng qua các công cụ trực tuyến đơn giản. Ước tính có khoảng 70% đến 80% giao dịch trên thị trường hiện nay diễn ra thông qua phần mềm giao dịch tự động, thay vì thực hiện thủ công.[3][4]

Các hệ thống giao dịch tự động thường kết hợp với giao dịch điện tử trong các sàn giao dịch, bao gồm mạng lưới truyền thông điện tử, "dark pool", và các sàn giao dịch tự động. Các hệ thống này và sàn giao dịch điện tử có thể thực hiện các nhiệm vụ lặp lại với tốc độ nhanh hơn nhiều so với con người. Những biện pháp kiểm soát rủi ro truyền thống dựa trên phán đoán của con người không còn phù hợp với giao dịch tự động, dẫn đến sự cố như Flash Crash 2010. Để giải quyết vấn đề này, một số sàn giao dịch điện tử đã áp dụng các biện pháp như hạn chế giao dịch hoặc ngắt mạch thị trường.

## Cơ chế hoạt động
Hệ thống giao dịch tự động quyết định thực hiện lệnh dựa trên các yếu tố như giá thị trường hiện tại của quyền chọn và các mức giá mua bán dự kiến. Các mức giá mua bán dự kiến này dựa trên giá thị trường hiện tại của chứng khoán cơ sở liên quan đến quyền chọn. Hệ thống sử dụng bảng tra cứu để lưu trữ các mức giá dự kiến tương ứng với từng khoảng giá thị trường của chứng khoán cơ sở. Khi giá chứng khoán cơ sở thay đổi, hệ thống tra cứu ngay mức giá dự kiến mới trong bảng để đưa ra quyết định nhanh hơn mà không cần tính toán phức tạp. Hệ thống giao dịch tự động trực tuyến xử lý phân tán và sử dụng các thông điệp có cấu trúc để đại diện cho từng giai đoạn trong quá trình đàm phán giữa nhà tạo lập thị trường (người báo giá) và người mua hoặc bán tiềm năng (người yêu cầu).

## Chiến lược
- Giao dịch theo xu hướng[10]

Giao dịch theo xu hướng là chiến lược dựa trên các xu hướng thị trường hiện tại để quyết định mua và bán. Trong nhiều năm đã xuất hiện nhiều hình thức giao dịch theo xu hướng khác nhau như phần mềm Turtle Trader. Khác với dự báo tài chính chiến lược này không dự đoán các biến động thị trường mà xác định xu hướng từ sớm trong ngày và sau đó tự động giao dịch theo chiến lược đã định sẵn bất kể sự thay đổi hướng của thị trường. Giao dịch theo xu hướng trở nên phổ biến trong giới đầu cơ nhưng vẫn phụ thuộc vào phán đoán của con người để thiết lập các quy tắc giao dịch và điều kiện vào ra lệnh. Việc tìm ra chiến lược khởi đầu tối ưu là rất quan trọng. Tuy nhiên chiến lược này gặp khó khăn khi đối mặt với sự biến động của thị trường và việc xác định xu hướng chính xác.
Ví dụ, công thức sau có thể áp dụng cho chiến lược giao dịch theo xu hướng:
"Xét một không gian xác suất hoàn chỉnh (Ω, F, P). Gọi {\displaystyle S_{r}} là giá cổ phiếu tại thời điểm {\displaystyle r} thỏa mãn phương trình
{\displaystyle dS_{r}=S_{r}[\mu (\alpha _{r})dr+\sigma dB_{r}],} với {\displaystyle S_{t}=X,} và {\displaystyle t\leq r\leq T<\infty },
trong đó {\displaystyle \alpha _{r}\in \{1,2\}} là một chuỗi Markov-Chain hai trạng thái, với các trạng thái đó được ký hiệu là 1 và 2. {\displaystyle \mu (i)\equiv \mu _{i}} là tỷ lệ lợi nhuận kỳ vọng trong chế độ {\displaystyle i=1,2.\sigma >0} là độ biến động không đổi. {\displaystyle B_{r}} là một chuyển động Brownian tiêu chuẩn, còn {\displaystyle t} và {\displaystyle T} lần lượt là thời điểm bắt đầu và kết thúc".
- Giá trung bình theo trọng số khối lượng

Theo trang Wikipedia về Giá trung bình theo trọng số khối lượng (VWAP), VWAP được tính theo công thức sau:
":{\displaystyle P_{\mathrm {VWAP} }={\frac {\sum _{j}{P_{j}\cdot Q_{j}}}{\sum _{j}{Q_{j}}}}\,}
trong đó:
{\displaystyle P_{\mathrm {VWAP} }} là Giá Trung Bình Theo Trọng Số Khối Lượng;
{\displaystyle P_{j}} là giá của giao dịch {\displaystyle j};
{\displaystyle Q_{j}} là khối lượng của giao dịch {\displaystyle j};
{\displaystyle j} là mỗi giao dịch riêng lẻ diễn ra trong khoảng thời gian xác định, không bao gồm các giao dịch chéo và các giao dịch giỏ chéo".
- Hồi quy trung bình

Một chuỗi thời gian liên tục hồi quy trung bình có thể được biểu diễn bằng phương trình vi phân ngẫu nhiên Ornstein-Uhlenbeck:
{\displaystyle dx_{t}=\theta (\mu -x_{t})dt+\sigma dW_{t}}
Trong đó {\displaystyle \theta } là tốc độ hồi quy về giá trị trung bình, {\displaystyle \mu } là giá trị trung bình của quá trình, {\displaystyle \sigma } là phương sai của quá trình và {\displaystyle W_{t}} là một Quá Trình Wiener hoặc Chuyển Động Brown (forex ea).

## Lịch sử
Khái niệm về hệ thống giao dịch tự động lần đầu tiên xuất hiện vào năm 1949 khi Richard Donchian áp dụng một bộ quy tắc để mua và bán các quỹ. Donchian đã giới thiệu một ý tưởng mới, trong đó các giao dịch sẽ tự động thực hiện khi các điều kiện thị trường đã định trước được đáp ứng. Vì không có công nghệ tiên tiến vào thời điểm đó, nhóm của Donchian phải vẽ biểu đồ thị trường thủ công và đánh giá xem các giao dịch theo quy tắc có khả thi hay không. Dù quy trình này có thể dẫn đến sai sót do con người, nhưng nó đã đặt nền móng cho sự phát triển sau này trong giao dịch tài chính.
Vào những năm 1980, khái niệm giao dịch theo quy tắc (giao dịch theo xu hướng) trở nên phổ biến hơn khi các nhà giao dịch nổi tiếng như John Henry bắt đầu sử dụng các chiến lược này. Đến giữa những năm 1990, một số mô hình giao dịch đã được bán trên thị trường. Đồng thời, công nghệ phát triển giúp nhà đầu tư cá nhân dễ dàng tiếp cận hơn. Sau đó, Justin-Niall Swart áp dụng phương pháp giao dịch theo xu hướng dựa trên kênh Donchian để tối ưu hóa danh mục đầu tư trong phân tích thị trường kỳ hạn ở Nam Phi.
Hệ thống Giao dịch Tự động ban đầu là phần mềm sử dụng thuật toán, thường được các nhà quản lý tài chính và môi giới dùng để tự động quản lý danh mục đầu tư cho khách hàng. Tuy nhiên, vào năm 2008, Betterment do Jon Stein sáng lập đã trở thành dịch vụ đầu tiên cho phép thị trường tự do hoạt động mà không cần giám sát. Từ đó, hệ thống này không ngừng cải tiến nhờ sự phát triển của ngành công nghệ thông tin.
Khoảng năm 2005, copy trading và mirror trading xuất hiện như những hình thức giao dịch thuật toán tự động. Các hệ thống này cho phép nhà giao dịch chia sẻ lịch sử giao dịch và chiến lược, để những người khác có thể sao chép vào tài khoản của họ. Tradency là một trong những công ty đầu tiên cung cấp nền tảng giao dịch tự động vào năm 2005 với phần mềm "Mirror Trader". Tính năng này cho phép nhà giao dịch chia sẻ chiến lược, và người dùng khác có thể sao chép các giao dịch dựa trên chiến lược đó vào tài khoản của mình. Sau đó, một số nền tảng cho phép nhà giao dịch kết nối tài khoản trực tiếp để tự động sao chép giao dịch mà không cần lập trình chiến lược. Từ năm 2010, nhiều nhà môi giới trực tuyến đã tích hợp copy trading vào nền tảng của họ trên internet, như eToro, ZuluTrade, Ayondo, và Tradeo. Copy trading tận dụng các quyết định giao dịch theo thời gian thực và dòng lệnh từ các nhà đầu tư uy tín, cho phép những người ít kinh nghiệm sao chép giao dịch mà không cần tự phân tích.
Hiện tại, Hệ thống Giao dịch Tự động đang quản lý khối tài sản lớn trên toàn cầu. Năm 2014, hơn 75% cổ phiếu giao dịch trên các sàn ở Hoa Kỳ (bao gồm Sở giao dịch chứng khoán New York và NASDAQ) xuất phát từ các lệnh giao dịch tự động.

## Gián đoạn và thao túng thị trường
Giao dịch tự động, hay giao dịch tần suất cao, đã gây lo ngại cho các cơ quan quản lý vì có thể làm tăng tính dễ tổn thương của thị trường. Các cơ quan quản lý tại Hoa Kỳ đã phát hành nhiều báo cáo thảo luận về các biện pháp kiểm soát rủi ro để hạn chế sự gián đoạn, bao gồm các biện pháp tài chính và quy định nhằm ngăn chặn lệnh sai do lỗi máy tính hoặc con người, vi phạm quy định và vượt quá giới hạn tín dụng hoặc vốn.
Việc sử dụng các chiến lược giao dịch tần suất cao (HFT) đã tăng mạnh trong những năm gần đây và chiếm phần lớn hoạt động trên thị trường Hoa Kỳ. Dù nhiều chiến lược HFT hợp pháp, một số có thể thao túng thị trường, gây ra gián đoạn hoặc tác động tiêu cực. Các chiến lược như spoofing và layering dụ dỗ các nhà đầu tư khác phản ứng với lệnh giả, rồi thực hiện giao dịch ở phía đối diện để kiếm lợi. Những chiến lược này thường bị xem là lạm dụng. Các cơ quan quản lý như Cơ quan Quản lý Ngành Tài chính (FINRA) nhấn mạnh tầm quan trọng của việc kiểm tra kỹ các chiến lược HFT để ngăn chặn hành vi lạm dụng trước và sau khi triển khai.
FINRA tập trung vào các hoạt động HFT và thuật toán từ những người tham gia hoạt động từ bên ngoài Hoa Kỳ. FINRA nhắc nhở các công ty tuân thủ nghĩa vụ giám sát và kiểm soát theo Quy tắc Tiếp cận Thị trường của SEC và Thông báo 04-66, đồng thời chú ý đến các vấn đề như xử lý tài khoản khách hàng, chống rửa tiền và mức ký quỹ, như đã nêu trong Thông báo 10-18 và Cảnh báo Rủi ro của SEC vào ngày 29 tháng 9 năm 2011.
FINRA giám sát để phát hiện các hành vi thao túng giá cổ phiếu cơ sở trên nhiều thị trường và sản phẩm khác nhau. Các hành vi thao túng này thường diễn ra qua các thuật toán giao dịch lạm dụng hoặc chiến lược nhằm đóng các vị thế quyền chọn hiện có với giá có lợi hoặc tạo lập các vị thế mới với giá ưu đãi.
Trong những năm gần đây, nhiều sự cố giao dịch thuật toán đã gây ra gián đoạn lớn trên thị trường. Điều này làm dấy lên lo ngại về khả năng các công ty phát triển, triển khai và giám sát hiệu quả các hệ thống tự động. FINRA sẽ đánh giá xem các biện pháp kiểm tra và kiểm soát liên quan đến giao dịch thuật toán và các chiến lược giao dịch tự động của các công ty có đáp ứng đủ yêu cầu giám sát của Ủy ban Chứng khoán và Giao dịch Hoa Kỳ (SEC) hay không. Đánh giá này có thể bao gồm các cuộc kiểm tra và điều tra có mục tiêu. Các công ty cần chứng minh việc kiểm tra độc lập và kỹ lưỡng các thuật toán và hệ thống giao dịch trước khi triển khai. FINRA cũng sẽ điều tra xem đội ngũ pháp lý, tuân thủ và vận hành của công ty có đảm bảo thiết kế và phát triển các thuật toán và hệ thống giao dịch tuân thủ yêu cầu pháp lý hay không. FINRA sẽ theo dõi liệu các công ty có giám sát và kiểm tra liên tục các thuật toán và hệ thống giao dịch sau khi triển khai hay không, bao gồm các quy trình và biện pháp kiểm soát nhằm phát hiện các hành vi lạm dụng giao dịch như bán rửa, đánh dấu giá, layering và chiến lược kích hoạt đà tăng. Cuối cùng, các công ty cần trình bày cách tiếp cận đối với việc ngắt kết nối toàn hệ thống hoặc "công tắc ngắt" cũng như các quy trình xử lý sự cố hệ thống nghiêm trọng.

### Các ví dụ đáng chú ý
Một số ví dụ gần đây về sự gián đoạn lớn trên thị trường bao gồm:
- Vào ngày 6 tháng 5 năm 2010, Chỉ số Công nghiệp Dow Jones giảm khoảng 1.000 điểm (tương đương 9%) và sau đó phục hồi chỉ trong vài phút. Đây là một trong những biến động lớn nhất trong lịch sử của chỉ số này, với mức giảm trong ngày lên tới 998,5 điểm. Sự cố này, còn gọi là Flash Crash, đã khiến các cơ quan quản lý Hoa Kỳ ban hành các quy định mới để kiểm soát việc truy cập thị trường thông qua giao dịch tự động.[37]

- Vào ngày 1 tháng 8 năm 2012, từ 9:30 sáng đến 10:00 sáng theo giờ EDT, Knight Capital Group mất số tiền gấp bốn lần thu nhập ròng của năm 2011.[38] Giám đốc điều hành Knight, Thomas Joyce, thông báo vào ngày hôm sau rằng công ty đã "huy động toàn bộ nhân viên" để khắc phục một lỗi trong thuật toán giao dịch của Knight, dẫn đến việc gửi lệnh sai cho gần 150 cổ phiếu khác nhau trên các sàn giao dịch. Khối lượng giao dịch tăng vọt ở nhiều cổ phiếu, đến mức quỹ ETF SPDR S&P 500 (mã: SPY), thường là chứng khoán giao dịch nhiều nhất ở Hoa Kỳ, trở thành cổ phiếu giao dịch nhiều thứ 52 trong ngày đó, theo Eric Hunsader, Giám đốc điều hành dịch vụ dữ liệu thị trường Nanex. Cổ phiếu của Knight giảm 62% do lỗi giao dịch này và Knight Capital suýt phá sản. Cuối cùng, Knight đã sáp nhập với Getco, một công ty giao dịch tốc độ cao có trụ sở tại Chicago.[39][40]